# Aloe broomii
Aloe broomii (укр. Алое Брума) — сукулентна рослина роду алое.

## Назва

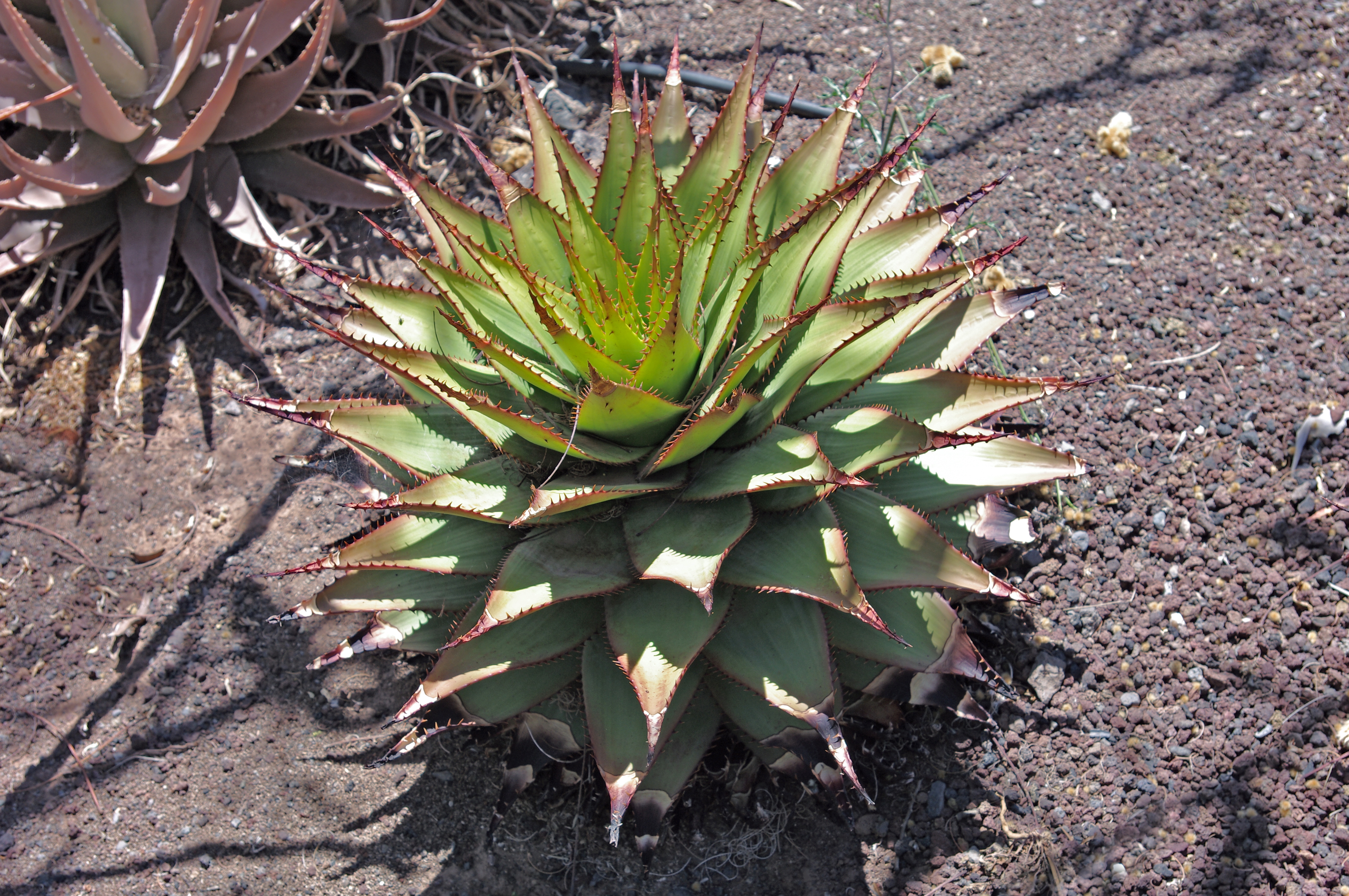
Aloe broomii в «Оаза-парку» на Фуертевентурі, Канарські острови, Іспанія

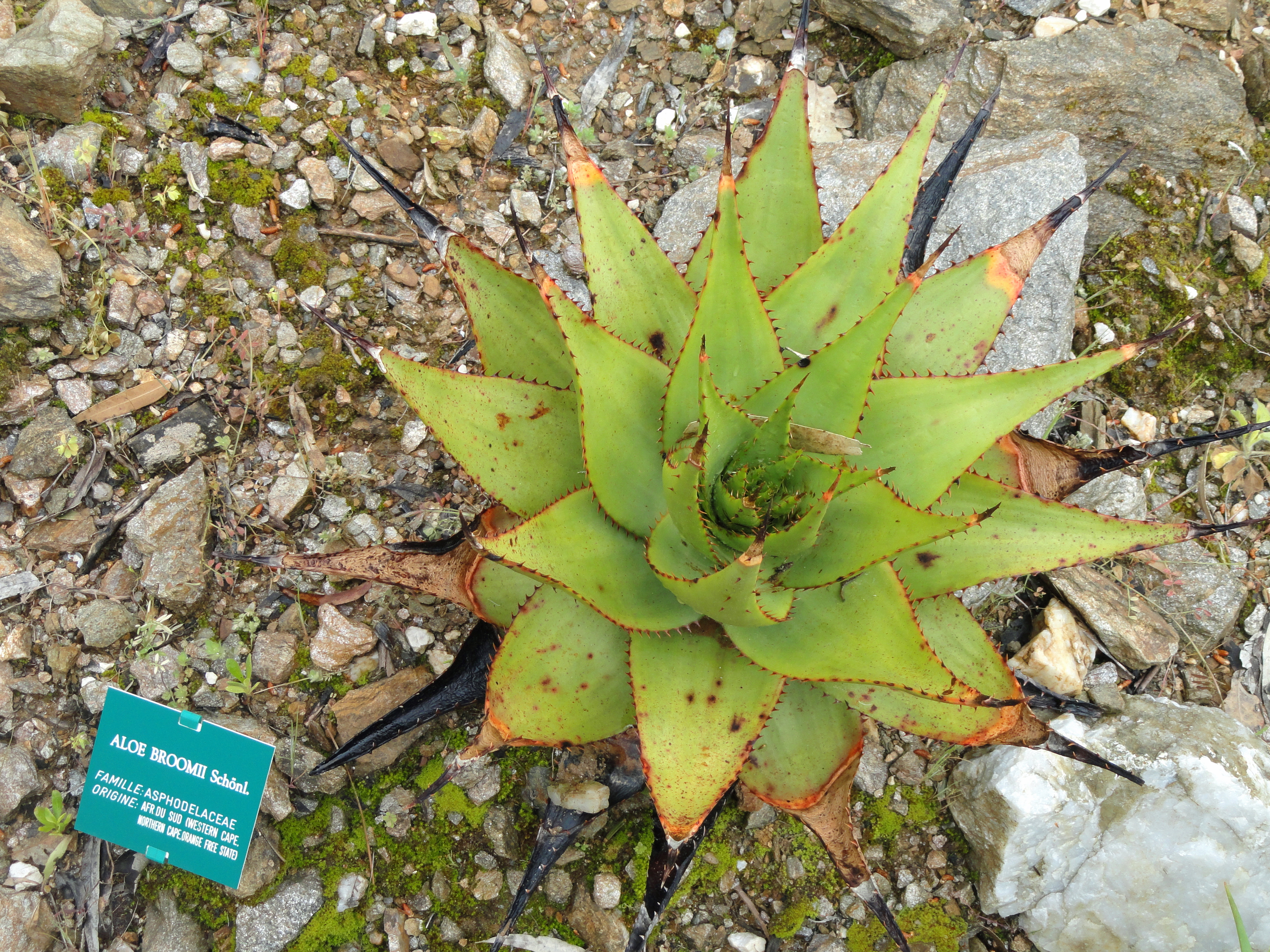
Aloe broomii в Саду пустельних рослин, Ла-Лонд-ле-Мор, регіон Прованс — Альпи — Лазурний Берег, Франція

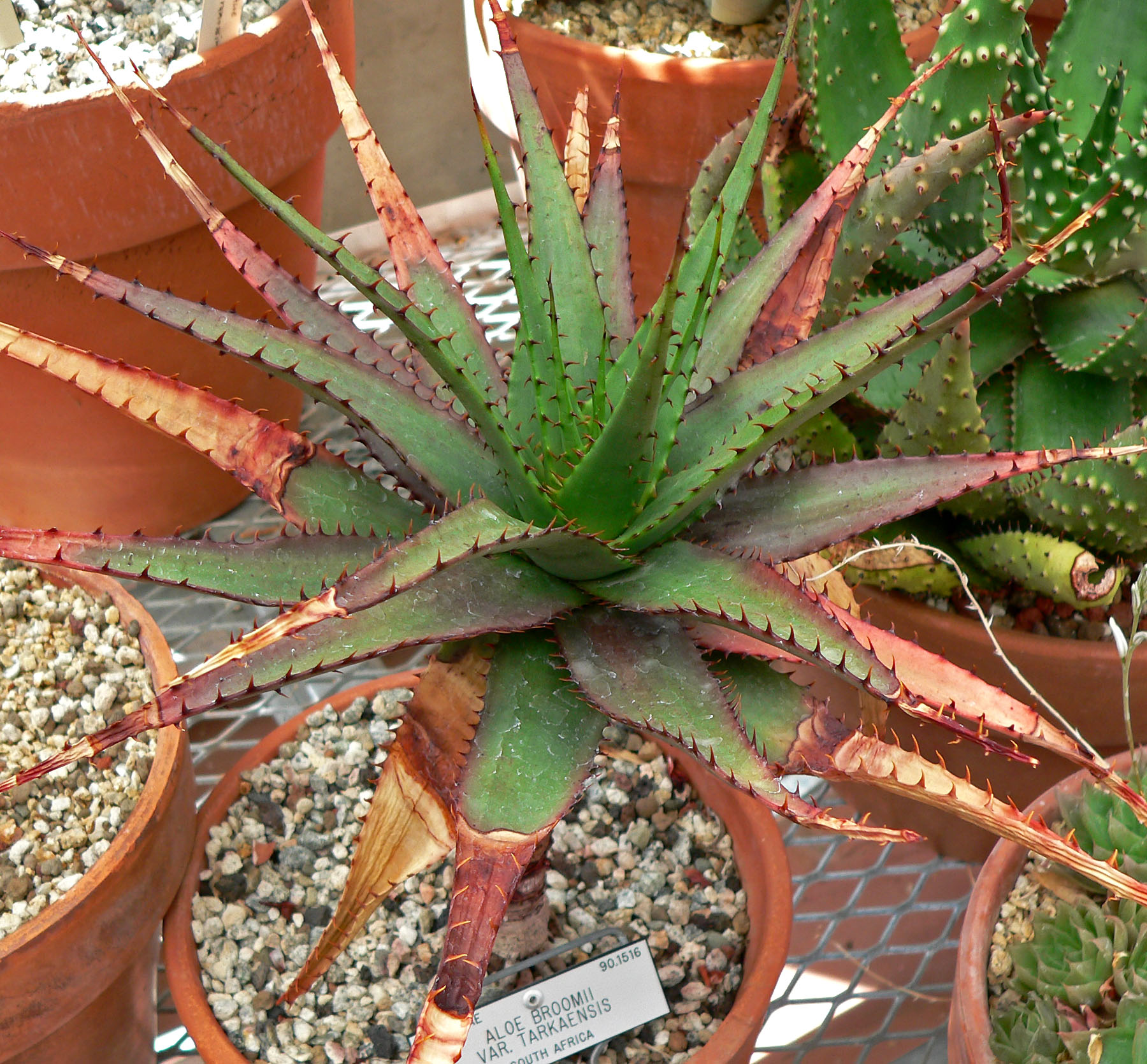
Aloe broomii var. tarkaensis

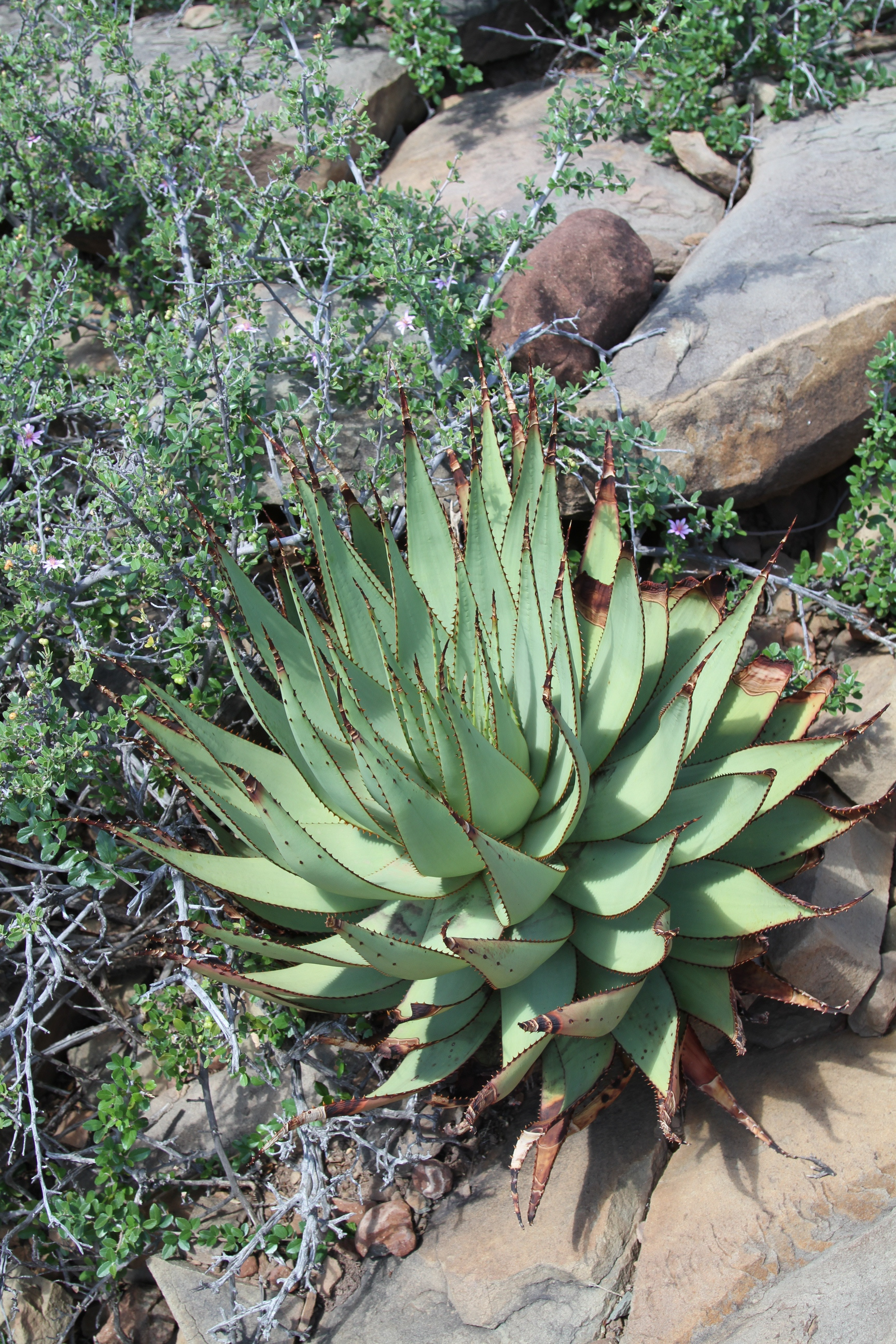
Aloe broomii в Національному парку Кару

Видова назва дана на честь Роберта Брума (1866—1951), шотландського лікаря і палеоантрополога, який емігрував до Південної Африки в 1896 році і був першим, хто зібрав цей вид в 1905 році. Місцеві назви: «гірське алое», «зміїне алое».

## Історія
Вперше описаний німецьким ботаніком Зельмаром Шонлендом у 1907 році у виданні «Records of the Albany Museum».

## Морфологічні ознаки
Aloe broomii — соковита рослина до 1 м заввишки (1,5 м, включаючи суцвіття), яка зовнішнім виглядом нагадує агаву. Рослина може утворювати величезну досконалу розетку до 1 м завдовжки з жовтувато-зелених, слабко лінійних листків з різко гострими краями. Листя завдовжки 30 см і завширшки 10 см, верхня третина зазвичай суха і коричнева. Верхня і нижня поверхні мають світло-зелений колір, поля з коричневими краями з дельтоподібними, коричневими шипами. Темні шипи скручуються особливим чином вздовж зовнішніх країв кожного листа. Ці шипи дуже темні, у порівнянні з іншими видами, котрі мають або зелені, або білі шипи. Рослини в основному одиночні, але іноді утворюють групи від 3 до 5 розеток. Щільно розщеплені розетки нагадують Aloe polyphylla в Лесото. Ці рослини розвивають яскраві, прості, як свічки, суцвіття 90-120 см завдовжки, товщі за обхватом, ніж чоловіча рука, в яких бутони та бліді лимонні квіти покриті білястими лусками 30 мм завдовжки. Уунікальна особливість цього виду, якої немає в інших алое — квітів та бутонів не видно, коли квітка повністю відкрита, тому що вони повністю приховані довшими приквітками. Все, що можна побачити з квітів, — це тичинки і приймочки, які виходять за межі приквіток.

## Різновиди
Деякі систематики, крім типового різновиду Aloe broomii var. broomii виділяють варитет Aloe broomii var. tarkaensis Reynolds, який виділяється від типового більш широкими, коричневими або червонуватими листями. Цей різновид має обмежений ареал (близько 500 км²) і зустрічається набагато рідше, ніж типовий. Відомі чотири або п'ять субпопуляцій, але можуть бути й інші, оскільки він мешкає в маловивченому районі.

## Місця зростання
Aloe broomii широко зустрічається в південно-західній частині Лесото і в центральній частині Південно-Африканській Республіки (провінції: Вільна держава, Західно-Капська, Північно-Капська, та Східно-Капська провінції). Варитет Aloe broomii var. tarkaensis зустрічається лише в останніх двох провінціях. Росте на висоті 1200—1550 (Aloe broomii var. tarkaensis) та 1000—1890 (Aloe broomii var. broomii) метрів над рівнем моря. Цей вид віддає перевагу скелястим схилам у горбистих і гірських районах, у глибокій траві. Опади в цій місцевості є невеликими, коливаються від 300 до 500 мм на рік, і випадають головним чином влітку. Алое виробляє багато нектару, що приваблює бджіл, сонечок та мурах. Їхні легкі, крилаті насіння розсіюються вітром. Насіння часто паразитуються дуже малими кукурудзяними та рибними довгоносиками (Sitophilus spp.), які залишають невеликі круглі дірки в насінні.

## Використання
У Стінбурзькому районі фермери використовують коричневу рідину, яка виварюють з листя алое Брума, щоб убити кліщів, а також як дезинфікуючий засіб, засіб для вух овець та падіння для великої рогатої худоби. Десертна ложка соку з відвареного листя алое, яку дають коню, робить його кров тимчасово настільки гіркою, що будь-які кліщі на тварині падають.

## Охоронні заходи
Вид включений до додатку II конвенції про міжнародну торгівлю видами дикої фауни і флори, що перебувають під загрозою зникнення (CITES).
Включений до Червоного списку південноафриканських рослин (англ. Red List of South African Plants). Має статус «найменший ризик».